# Майсен (район, до 2008)
Майсен (нем. Meißen) — бывший район в Германии.
Центр района — город Майсен. Район входил в землю Саксония. Подчинён был административному округу Дрезден. Занимал площадь 631,69 км². Население 149 273 чел. Плотность населения 236 человек/км².
Официальный код района 14 2 80.
В ходе саксонской коммунальной реформы с 1 августа 2008 года (вместе с районом Риза-Гросенхайн) стал частью объединённого района Майсен в составе новообразованного дирекционного округа Дрезден.
Район подразделялся на 15 общин.

## Города и общины
Города
1. Косвиг (22 241)
2. Ломмач (5 785)
3. Майсен (28 270)
4. Носсен (7 441)
5. Радебойль (33 099)
6. Радебург (7 871)

Объединения общин
Управление Кетцербахталь
Общины
1. Дира-Церен (3 802)
2. Кебшюцталь (2 941)
3. Кетцербахталь (2 877)
4. Клипхаузен (6 244)
5. Лойбен-Шлайниц (1 556)
6. Морицбург (8 160)
7. Нидерау (4 230)
8. Трибишталь (4 618)
9. Вайнбёла (10 138)